# 직계군벌

직계 군벌의 기

직계군벌(直系軍閥) 혹은 직례파(直隷派)란 중화민국 초기 기간 존재해왔던 북양군벌의 파벌을 말한다.

## 개요
채악과 손문의 호국전쟁 이후 사망한 위안스카이의 북양군은 여러 계파로 분열됐는데, 그중 펑궈장의 직계파로 시작됐다. 처음 우두머리는 펑궈장(馮國璋)이었으나, 1919년 이후 차오쿤(曹錕)과 오패부(吳佩孚)로 바뀌었다. 주요장군으로는 리춘(李純)·왕뎬위안(王占元)·쑨촨팡(孫傳芳)·지셰위안(齊燮元)·샤오야오난(蕭耀南) 등이 있다. 1917년 3번째 중화민국 총통 리위안훙과 안휘군벌 수장이자 총리인 돤치루이가 세계대전 참전을 두고 논쟁할 때 발생한 장쉰복벽으로 리위안훙은 사임하고 권한대행인 펑궈장이 총통이 됐다. 이후 펑궈장이 하야하고 사망한 후, 1919년 돤치루이와 서세창이 권력을 얻은 후 참전군을 유지하려했다. 1920년 이 문제를 두고 직환전쟁이 발발하고 총통 서세창은 사임하고 돤치루이 총리는 실각당한 후 1922년의 제1차 직봉전쟁(直奉戰爭)에서 안휘파와 봉천파(奉天派)를 차례로 무찔러 북양 정부의 실권을 장악했다.
그러나, 이후 차오쿤과 오패부사이에 파벌로 나뉘어 심화되어갔다. 1923년 차오쿤은 국회의원을 뇌물로 매수하여 대총통에 당선되었다. 직례파는 영국과 미국의 지지를 얻고 있었는데, 직환전쟁 후 오패부는 미국인 폴 S. 라인쉬를 고문으로 초빙하여 미국과 영국의 정계·재계와 연계함으로써 지지를 얻었다.
1924년 봉천군벌과 2차 직봉전쟁이 발발했고 서북군벌 펑위샹은 북경정변으로 차오쿤 정부를 몰락시킨 후, 돤치루이를 집정으로 하는 신정부를 수립시켰다. 오패부는 패배하여 잔여부대를 이끌고 후베이(湖北)로 도주한 후 영향력을 유지했다.직예파의 또 다른 실력자인 쑨촨팡은 절강, 복건, 강서를 규합하여 오성연군을 조직한다. 그러나 장개석과 국민당의 북벌로 1926년 12월 오패부와 쑨촨팡은 차례로 국민혁명군에게 패배한 후 장쭤린에 의탁하여 모든 북양군 잔여 군벌들이 연합하여 안국군을 조직하여 연합하여 북벌에 대항하지만, 1928년 국민혁명군과 국민군, 산시군벌의 베이징 입성 후 완전히 몰락한다.

## 같이 보기
- 중화민국의 역사
- 서왈보
- 군벌 시대
- 구계계
- 신계계
- 전계군벌
- 직계군벌
- 환계군벌